# Aja (Cantabria)
Aja es una localidad del municipio de Soba (Cantabria, España). En el año 2008 contaba con una población de 38 habitantes (INE). La localidad se encuentra a 610 metros de altitud sobre el nivel del mar, y a 1,3 kilómetros de la capital municipal, Veguilla.
A esta población se accede a través de la carretera local CA-667. y carece de líneas de transporte público regular, siendo la parada más cercana la situada en la intersección de la carretera CA-256 con la CA-667, al inicio de esta última.
El 30 de noviembre celebra la festividad de San Andrés a cuya advocación está dedicada la iglesia de la localidad.

## Historia
En los documentos antiguos era citada como Asia, siendo la primera localidad de la que se tiene constancia en Soba, según un manuscrito del año 836 en el que se cita la creación del monasterio de San Andrés de Asia, el primero que se edificó en todo el valle y uno de los más primitivos de Cantabria. Esto daría nombre al pueblo.